# Jenna Boyd
Jenna Michelle Boyd (Bedford, Texas, 4 de março de 1993) é uma atriz norte-americana, mais conhecida por interpretar Paige Hardaway na série de televisão Atypical.

## Biografia
Jenna Boyd foi descoberta aos dois anos de idade em uma pesquisa de modelagem. Ela e seus pais e o irmão mais novo Cayden (também ator) se mudaram para Los Angeles para seguir sua carreira de atriz. Em setembro de 2019, ela se mudou para Tulsa, Oklahoma, como parte do programa Tulsa Remote.
Ela se formou na Universidade Pepperdine, onde se formou em administração de empresas.

## Filmografia

### Cinema
| Ano  | Titulo                                | Papel           | Notas |
| ---- | ------------------------------------- | --------------- | ----- |
| 2003 | The Hunted                            | Loretta Kravitz |       |
| 2003 | Dickie Roberts: Former Child Star     | Sally Finley    |       |
| 2003 | The Missing                           | Dot Gilkeson    |       |
| 2005 | In an Instant                         |                 |       |
| 2005 | The Sisterhood of the Traveling Pants | Bailey          |       |
| 2012 | Complicity                            | Rachel          |       |
| 2012 | Last Ounce of Courage                 | Maddie Rogers   |       |
| 2014 | Runaway                               | Abby            |       |

### Televisão
| Ano           | Titulo                         | Papel            | Notas                             |
| ------------- | ------------------------------ | ---------------- | --------------------------------- |
| 2001          | The Geena Davis Show           | Kid              | Episódio: "Car Wash"              |
| 2001          | Titus                          | Shannon          | Episódio: "Shannon's Song"        |
| 2001          | Just Shoot Me!                 | Hannah Gallo     | Episódio: "Christmas? Christmas!" |
| 2002          | Special Unit 2                 | Voz              | Episódio: "The Piper"             |
| 2002          | Six Feet Under                 | Criança          | Episódio: "The Secret"            |
| 2002          | CSI: Crime Scene Investigation | Sasha Rittle     | Episódio: "Cross Jurisdictions"   |
| 2002          | Mary Christmas                 | Felice Wallace   |                                   |
| 2003          | Carnivàle                      | Maddy Crane      | Episódio: "Milfay"                |
| 2007          | Ghost Whisperer                | Julie Parker     | Episódio: "Children of Ghosts"    |
| 2007          | The Gathering                  | Elizabeth Foster |                                   |
| 2008          | Criminal Minds                 | Jessica Evanson  | Episódio: "Minimal Loss"          |
| 2017–presente | Atypical                       | Paige Hardaway   |                                   |